# Silvino João de Carvalho
Jabá (Araripina, Brazília, 1981. május 20.), teljes nevén Silvino João de Carvalho brazil labdarúgó, aki korábban az Ankaragücü játékosa volt. Ezelőtt három évet töltött a rivális labdarúgóklubnál, az Ankaraspornál. Jelenleg a Bakı FK játékosa az azeri bajnokság első osztályában.
Török állampolgársággal is rendelkezik.[forrás?]

## Fordítás
- Ez a szócikk részben vagy egészben  a   Silvino João de Carvalho című angol Wikipédia-szócikk fordításán alapul.  Az eredeti cikk szerkesztőit annak laptörténete sorolja fel. Ez a jelzés csupán a megfogalmazás eredetét és a szerzői jogokat jelzi, nem szolgál a cikkben szereplő információk forrásmegjelöléseként.

## Külső hivatkozások
- (portugálul) CBF[halott link]
- TFF